# Sciabola

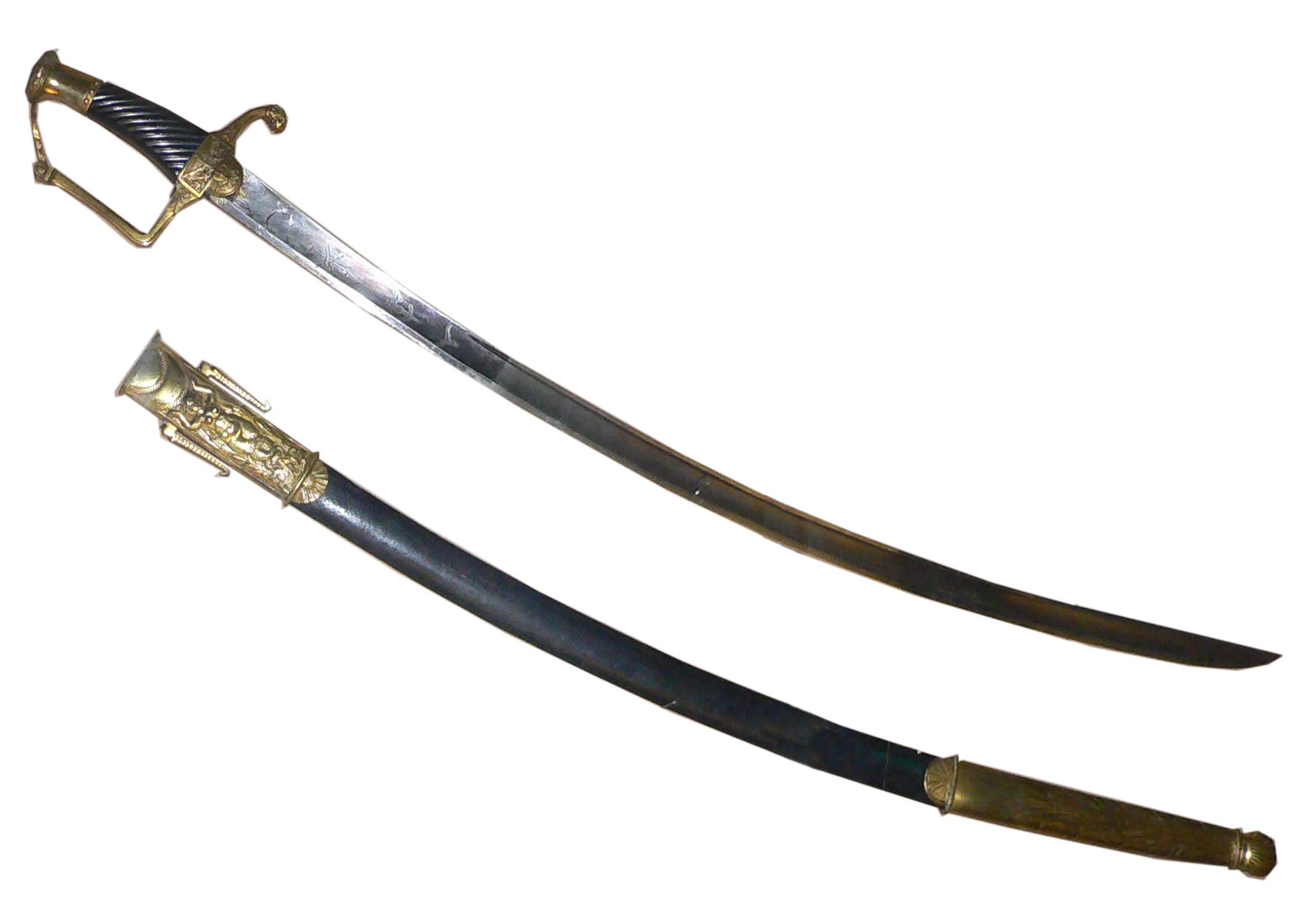
Sciabola da ufficiale di marina francese del XIX secolo

Szable ungaro-polacche

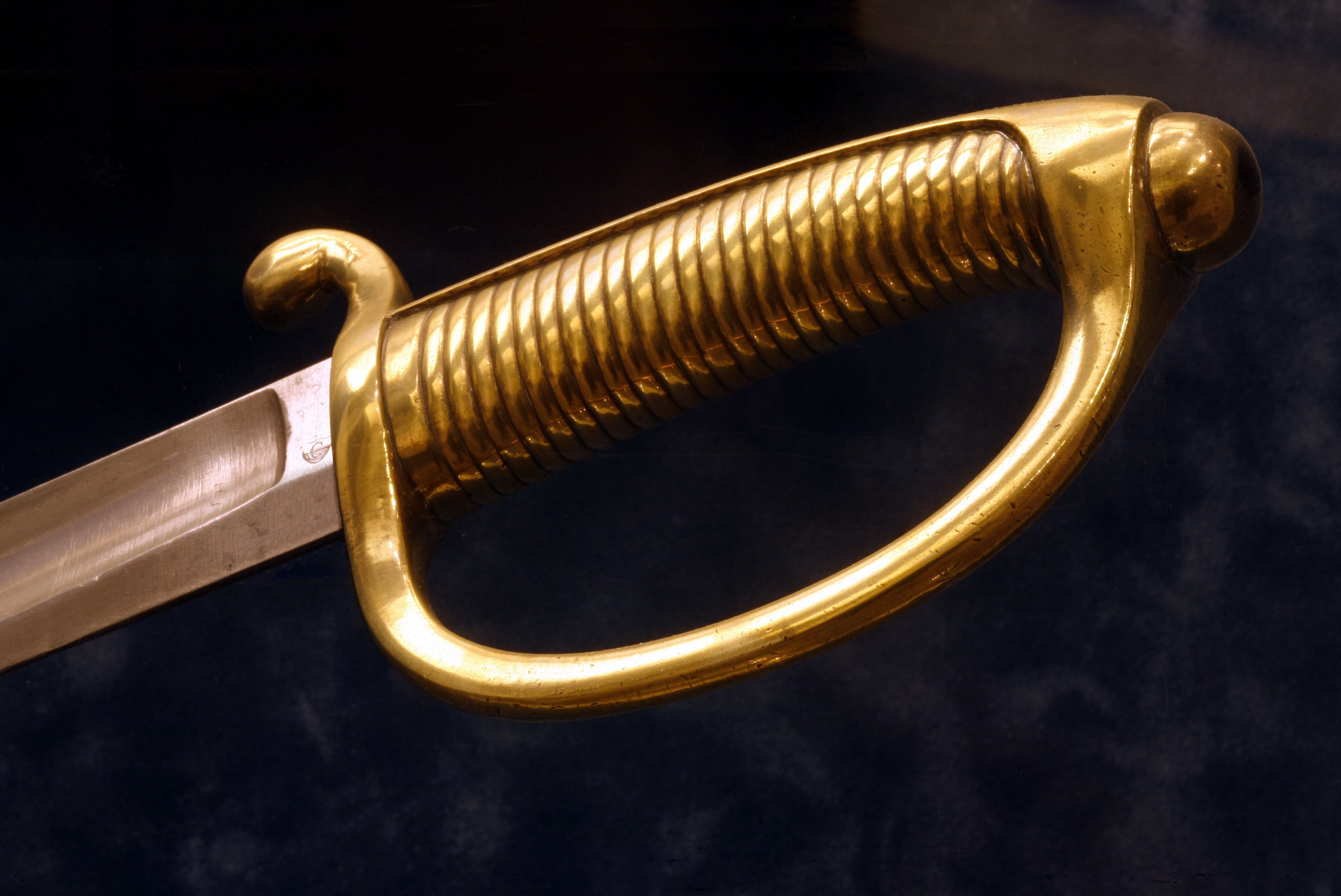
Briquet, tipica sciabola da fante delle Guerre napoleoniche

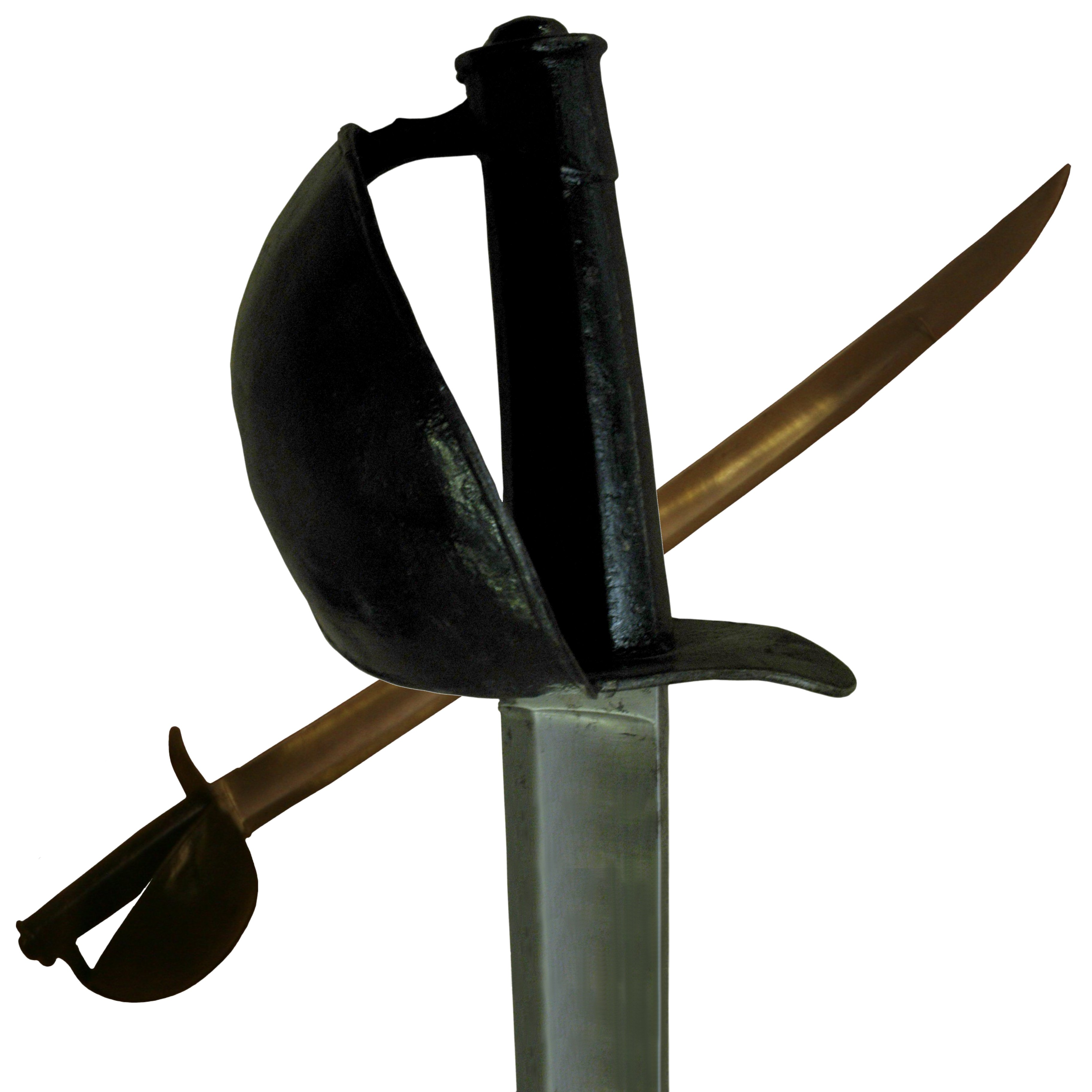
Sciabola d'abbordaggio della marina francese - XIX secolo

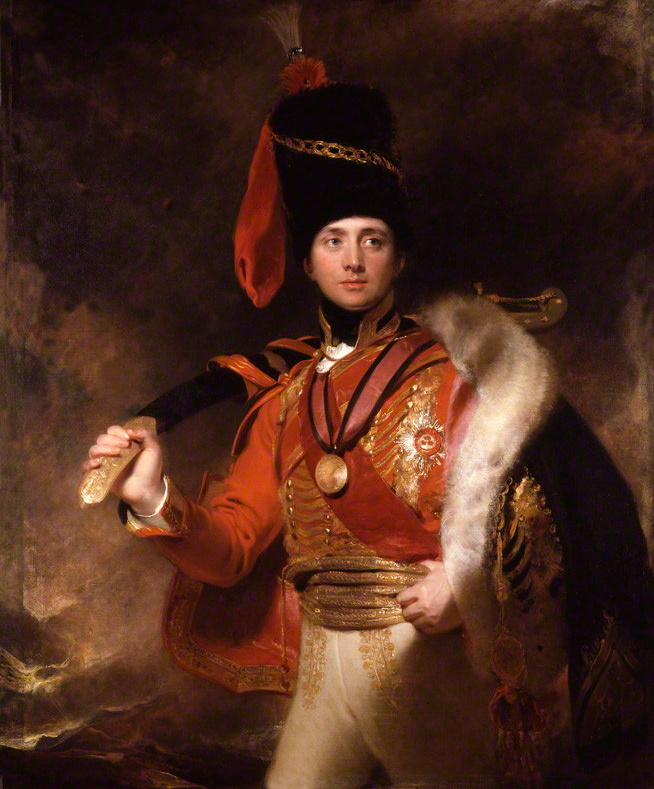
Generale degli ussari britannici con kilij ottomano - 1812

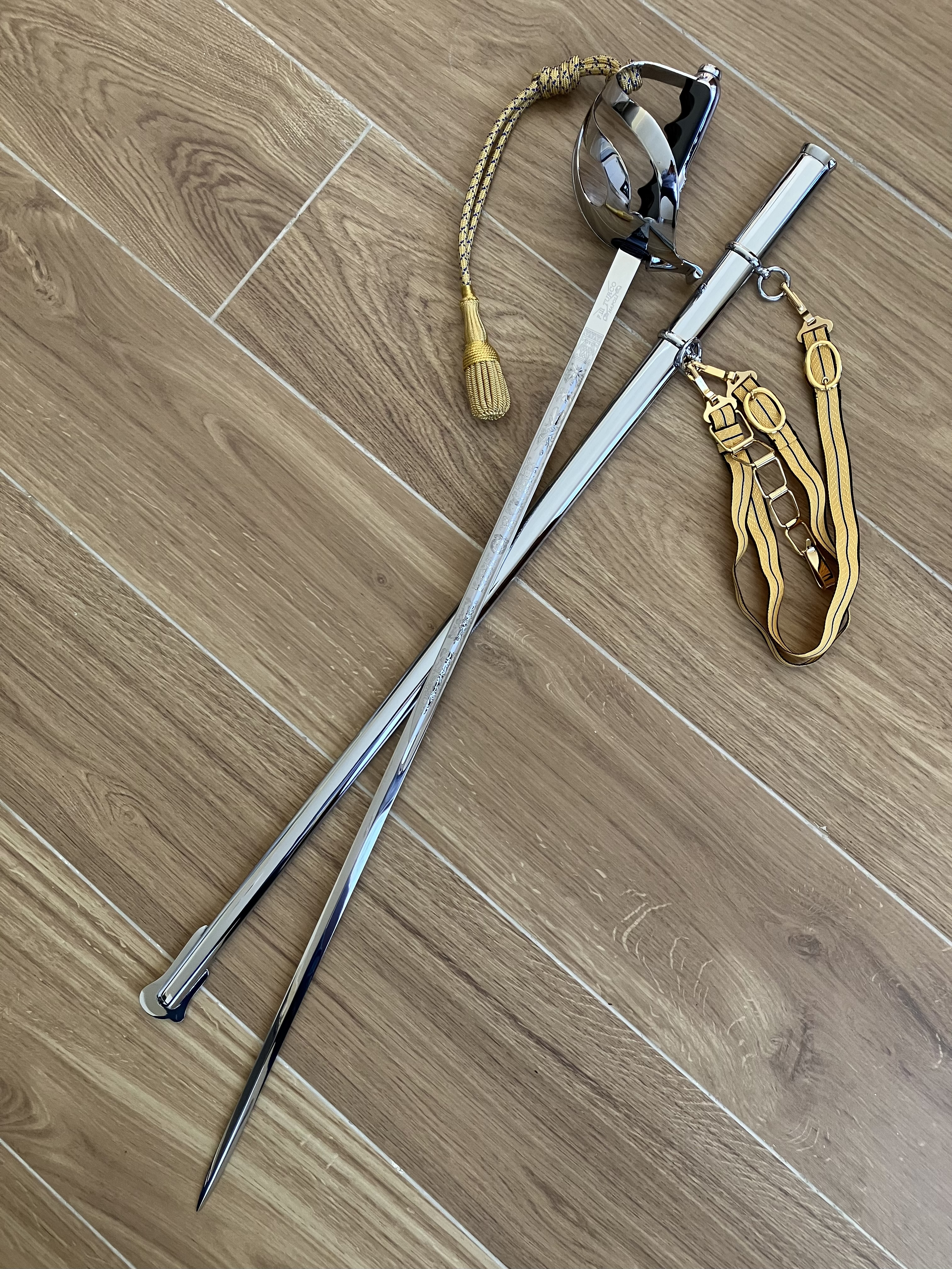
Sciabola da ufficiale di fanteria dell'Esercito Italiano. Lama dritta ad un solo filo con sguscio centrale nei primi tre quarti. Nell'ultimo quarto presenta una sezione lenticolare a due fili.

La sciabola (da szabla, lingua polacca) è un'arma bianca manesca del tipo spada destinata prevalentemente ai reparti di cavalleria, con lama monofilare solitamente curva, affilata sul lato convesso e con falso filo sulla prima porzione della costa a partire dalla punta.
Il vocabolo "sciabola", in lingua italiana come in altre lingue, finì però per indicare anche altre forme di arma bianca del tipo spada in uso alla cavalleria pesante dell'Europa pre-Industriale, come la squadrona dei corazzieri, o di fanteria, come la  sciabola d'abbordaggio detta anche coltellaccio d'abbordaggio,  tipica delle piraterie già dal XVII secolo.e di uso generalizzato nelle marine militari europee del XVIII secolo
A partire dal XIX secolo, la sciabola divenne attributo precipuo degli ufficiali e di alcune categorie di sottufficiali, gendarmi e forze di polizia, e tale è ancora in ambito militare contemporaneo, sebbene con impiego esclusivamente cerimoniale e sovente in forma di simulacro privo di ogni potenzialità offensiva.
È detta sciabola anche quella delle tre discipline della scherma moderna da essa originatasi.

## Storia

### Origini
Si dovette ai contatti con i Tartari prima (XIV secolo) e con gli Ottomani poi (XV secolo) la diffusione di spade a lama ricurva, simili alla scimitarra orientale, negli eserciti dell'Europa Orientale, in primis del Granducato di Moscovia e del Regno d'Ungheria, compresi i voivodati (principati) di Moldavia, Valacchia e Transilvania. Solo nel XVI secolo però le lame ricurve cominciarono a diffondersi anche nel vecchio Regno di Polonia e nel Granducato di Lituania, sostituendo la spada a lama diritta presso le forze di cavalleria. La prima forma di spada occidentale da cavalleria a lama ricurva fu la szabla, diffusasi tra i reparti di cavalleria della Confederazione Polacco-Lituana durante il regno di Stefan Batory (1576-1586), già voivoda di Transilvania.
Nella quasi totalità dei paesi dell'Europa Occidentale, la parola "sciabola" (sabre in inglese e francese, säbel in tedesco, sable in spagnolo, ecc.) deriva appunto dal vocabolo polacco szabla.

### Diffusione
A partire dal XVIII secolo, la sciabola andò incontro a un incredibile successo, sia pratico sia etimologico:
- La parola "sciabola" cominciò infatti a indicare qualsiasi forma di spada in uso ai corpi di cavalleria, come la pałasz polacca, in tutto e per tutto un costoliere da cavalleria a lama diritta, e la šaška, sorta di ibrido tra un costoliere e una scimitarra, divenuta arma d'ordinanza della cavalleria russa nella seconda metà dell'Ottocento;
- Sciabole cominciarono a essere definite anche quelle spade da fante o da marinaio, sviluppatesi dal modello del falcione tardo-medievale, che pur mantenendo le caratteristiche tecniche della spada da fanteria (bilanciamento fissato al punto d'incontro tra la lama e l'elsa) copiavano la linea curva della scimitarra orientale: es. Sciabola d'abbordaggio.

Nel corso del XIX secolo i continui contatti tra gli europei e i territori africani e asiatici gravitanti intorno al decadente Impero ottomano (v. Imperialismo) intensificarono il processo di "orientalizzazione" delle spade da cavalleria occidentali.  In particolare la campagna d'Egitto di Napoleone (1802) consegnò agli occidentali un gran quantitativo di scimitarre (in questo caso preziose sciabole mamelucche) che colpirono, per la loro eleganza e funzionalità, gli ufficiali europei. Entro il 1803, la sciabola era ormai arma d'ordinanza tra gli ufficiali francesi e inglesi, si trattasse o meno di ufficiali di cavalleria. La conquista di Tripoli (1805), durante la Prima guerra barbaresca, diffuse del pari la moda della sciabola anche tra gli ufficiali dell'esercito degli Stati Uniti d'America.
Le sciabole di tutti i corpi di cavalleria presero a modello la curvatura del kilij turco, la scimitarra per eccellenza, pur mantenendosi fedeli all'originario modello della szabla per quanto concerne il rapporto di larghezza tra lo scarico (o sguscio) della lama e il falso-taglio in prossimità della punta. La sciabola occidentale mantenne quindi sempre una lama più lunga, più appuntita e meno curva rispetto alla scimitarra orientale.
(Grassi, Giuseppe (1833), Dizionario militare italiano, 2. ed. ampliata dall'a., Torino, Società Tipografica Libraria, v. III-IV, p. 55.)
Entro la fine dell'Ottocento le armi bianche classiche avevano definitivamente abbandonato le dotazioni del soldato di fanteria europeo, sostituite dall'onnipresente baionetta, sebbene talvolta in fogge tali da essere utilizzabile come daga. Le sciabole vere e proprie rimasero in dotazione ai soli ufficiali di tutte le armi e specialità, e a tutti i reparti di cavalleria ove mantennero invece inalterato il loro uso campale sino a che non fu il soldato a cavallo medesimo a perdere ogni funzionalità pratica sui campi di battaglia europei, tra la prima e la seconda guerra mondiale, ove due leggendarie cariche della Cavalleria Italiana furono gli ultimi episodi bellici a vederle impiegate a fianco delle armi automatiche e delle bombe a mano.
Tra il XIX e il XX secolo, la sciabola si diffuse anche tra i ranghi della polizia a cavallo di diversi paesi occidentali e tra quella appiedata in una versione più corta detta anche daga, salvo poi cadere in disuso per motivazioni pratico-umanitarie ed essere sostituita dal manganello.

## Descrizione
È di lunghezza variabile a seconda del paese di provenienza e dell'impiego, e guardia molto pronunciata, atta a coprire tutta la mano. Era normalmente portata in un fodero appeso con due punti di sospensione ad un'apposita fascia a bandoliera o ad un cinturone ma alcuni esemplari venivano portati in un fodero fissato alla sella: tale fu il caso della szabla in uso agli Ussari alati di Polonia. Tra gli altri tipi più recenti come la Sciabola Patton dell'esercito degli Stati Uniti (entrata in servizio nel 1913).

## Utilizzo nelle Forze Armate Italiane
Abolita nel 1947, la sciabola fu reintrodotta nelle Forze Armate Italiane nel 1962 dal Governo Andreotti quale arma di rappresentanza, portata in particolari occasioni da ufficiali e marescialli, ed anche dai sergenti, graduati e truppa dei reparti a cavallo (Carabinieri, Finanzieri, Cavalleggeri, artiglieri del Reggimento artiglieria a cavallo "Voloire").
Le sciabole in dotazione all'Esercito italiano, ai Carabinieri e alla Guardia di Finanza si differenziano nella coccia a seconda che appartengano a un ufficiale (coccia formata da tre elementi) o a un sottufficiale (formata da due elementi), e nella forma della lama a seconda dell'arma o del corpo d'appartenenza.

### Ufficiali Generali
La sciabola per Ufficiali Generali (o Colonnelli che rivestono il grado funzionale di Generale di Brigata) ha la lama dritta o leggermente ricurva (saetta di curvatura massima 25 mm).
L'impugnatura è di tipo avorio . con quattro denti di presa (le sagomature nella parte interna per adattarvi le dita) ed è rivestita esternamente da una cappetta di ferro nichelato.
La guardia, pure di ferro nichelato, è formata da tre branche, due delle quali oblique e ricurve, e di un incavo per il dito pollice; ha nella parte superiore un foro per assicurarvi la dragona.
Il fodero della sciabola è di ferro o di acciaio nichelato e ha un'apertura lunga 25–30 mm, con una molla doppia nell'interno per tener ferma la lama; è munito esternamente di due fascette con codetta, collocate l'una a circa 7 cm e l'altra a circa 15 cm dalla estremità superiore, a ciascuna delle quali è attaccato un anello scorrevole del diametro di 22 mm (campanella).
Il fodero è munito nella parte inferiore di una cresta lunga, dalla parte del taglio della lama, 8–10 cm e dalla parte opposta 4–5 cm. Le fascette, gli anelli e la cresta sono di ferro di acciaio nichelato come il fodero.
La sciabola deve essere di lunghezza proporzionata alla statura dell'Ufficiale.

### Ufficiali di Fanteria e C.R.I
La sciabola per Ufficiali di Fanteria (esclusi i Bersaglieri), dei Corpi (esclusi gli Ufficiali Veterinari) e del Corpo militare volontario della Croce Rossa Italiana differisce da quella per Ufficiali Generali per aver l'impugnatura tipo ebano anziché di tipo avorio.

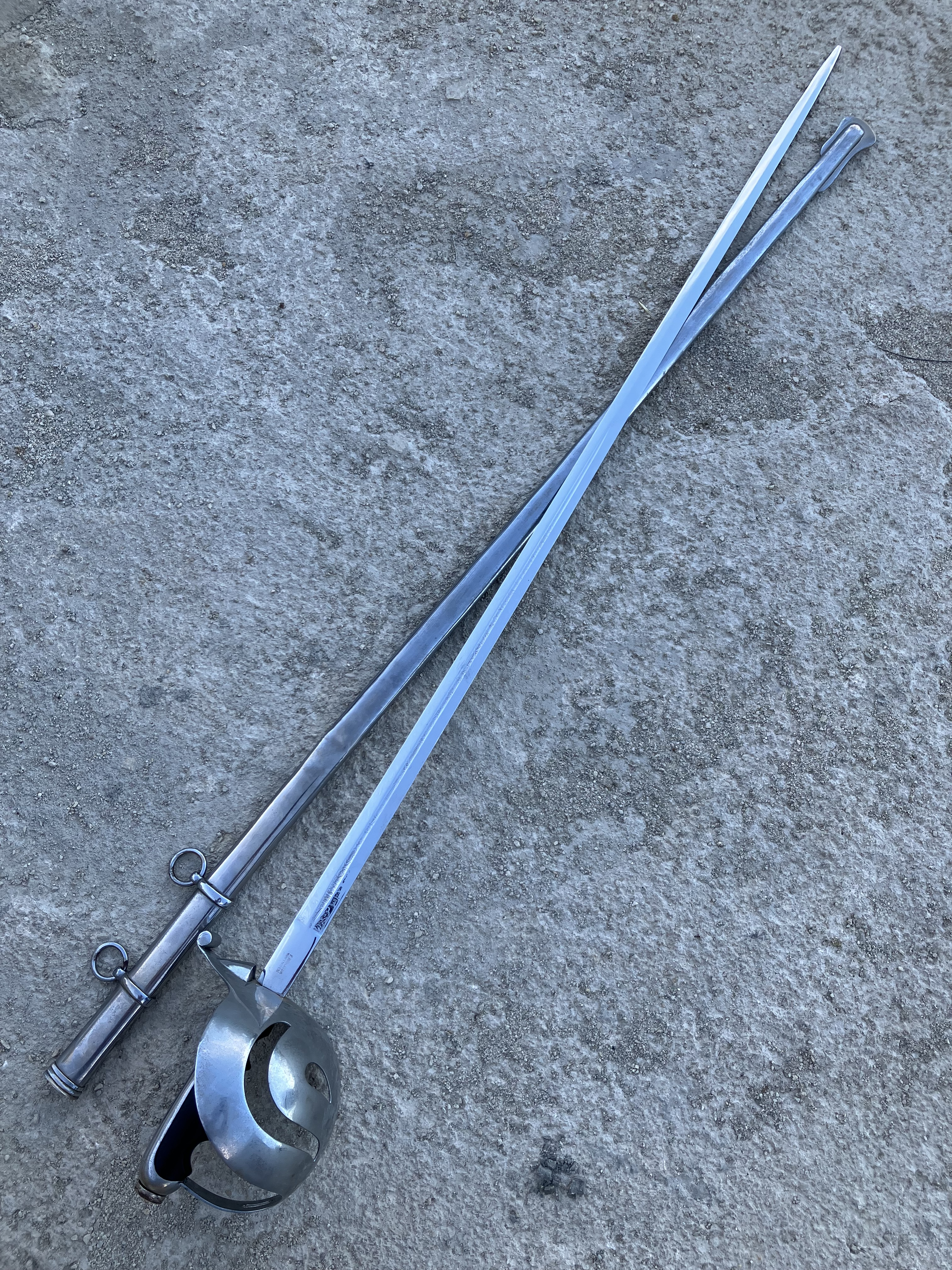
Sciabola per ufficiali delle armi a piedi del Regio Esercito Italiano. Presenta la lama dritta a doppio taglio con ampio sguscio centrale. L'impugnatura è in ebano, con quattro denti di presa ed è rivestita esternamente da una cappetta di ferro nichelato. La guardia, pure di ferro nichelato, è formata da tre branche, due delle quali oblique e ricurve, e di un incavo per il dito pollice; ha nella parte superiore un foro per assicurarvi la dragona.

Mantiene le caratteristiche della vecchia 1888 in una versione simile a quella precedenteil secondo conflitto. Impugnatura nera a tre denti di presa, lama dritta, con lungo tallone e sgusciata sui lati, incisa ad acido e con fregi comprendenti lo stemma della Repubblica. Fodero a due campanelle.

### Ufficiali di Fanteria, specialità Bersaglieri
La sciabola per Ufficiali dei Bersaglieri ha lama e fodero analoghi a quelli per la fanteria ma più ricurvi e differisce  per l'impugnatura e la guardia: impugnatura a tre denti di presa nera/ebano con guarnizioni di metallo giallo brunito, guardia è a cinque branche in ottone dorato, 
Ha la tradizionale testa di leone, munita di occhi in cristallo rosso; il bottone a forma di corona in uso nell'epoca del Regno è stato sostituito con uno cilindrico zigrinato.

### Ufficiali di Cavalleria
Viene portata anche dai Veterinari e dagli Ufficiali del Reggimento Artiglieria a Cavallo (le Voloire).
è una reinterpretazione delle sciabole di cavalleria post 1900, con impugnatura nera munita di becco, leggermente rigonfia al centro priva dei denti di presa; guardia a tre larghi rami e spacchi sottili (secondo altre fonti  a quattro branche tre delle quali oblique e ricurve), lama dritta (a richiesta e in deroga è possibile averla leggermente ricurva), tallone lungo, sgusciata sui lati e ornata come la precedente. Fodero ha l'apertura della lunghezza di 31–36 mm a due campanelle, la prima fascetta dista da essa 7 cm e la seconda 20 cm circa
La sciabola per Ufficiale di artiglieria a cavallo "Voloire": è ispirata alla modello 1833 con guardia a tre rami larghi e spacchi sottili, impugnatura nera a settori zigrinati tipo 1855, lama larga, curva, sgusciata sui lati; calotta lunga, piatta e con bottone piatto ovale;  fodero a due campanelle.

### Marescialli di Fanteria
I Sottufficiali del Ruolo Marescialli di Fanteria (esclusi i Bersaglieri), delle altre Armi (escluse Cavalleria e Artiglieria) e dei Corpi portano la sciabola con le seguenti caratteristiche
È a lama diritta con l'impugnatura di ebano zigrinato, avente guarnitura formata da una cappetta e da una guardia in acciaio divisa in due branche pressoché simmetriche.
Il fodero è di acciaio ed è munito di due fascette con campanelle collocate l'una a 7 cm e l'altra a 15 cm dalla bocchetta. Le parti metalliche dell'impugnatura (cappetta e guardia) e il fodero sono nichelati.
La lunghezza della sciabola deve essere proporzionata alla statura.

### Marescialli dei Bersaglieri
La sciabola per Marescialli dei Bersaglieri è a lama leggermente ricurva, ed ha le parti metalliche dell'impugnatura in ottone lucido anziché in acciaio nichelato.

### Marescialli di Cavalleria
Viene portata dai Sottufficiali di Cavalleria e di Artiglieria del Ruolo Marescialli.
È simile alla sciabola per Marescialli di Fanteria, dalla quale differisce per la guardia, le cui branche sono leggermente più larghe, per la cappetta che forma semicilindrica, per l'impugnatura che è di ebano liscio anziché zigrinato e per la lama che è leggermente ricurva.

### Ufficiali dei Carabinieri (esclusi i Corazzieri)
La sciabola ha la lama leggermente ricurva (saetta di curvatura massima di 25 mm) robusta a un filo e punta, sgusciata sui lati e incisa ad acido con ornamenti a "fiamma" e stemma della Repubblica.
L'impugnatura a beccoè di tipo di avorio per gli Ufficiali Generali (o Colonnelli che rivestono il grado funzionale di Generale di Brigata), ebano/ebanite per i restanti Ufficiali, con quattro denti di presa nella parte interna rivestita esternamente da una cappetta di ferro nichelato. Ha la guardia di ferro nichelato a tre branche due delle quali oblique e ricurve, e un incavo per il pollice (cosiddetta conchiglia), nella parte superiore un foro per assicurarvi la dragona, e calotta del tipo in uso già sui modelli del 1873 con bottone tondo Il fodero della sciabola è di ferro o di acciaio nichelato e ha un'apertura lunga 25–30 mm, con all'internouna molla doppia per tenere ferma la lama; è munito esternamente di due fascette con codetta, collocate l'una a circa 7 cm e l'altra a circa 15 cm dalla estremità superiore, ciascuna con attaccato un anello scorrevole del diametro di 22 mm (campanella).
Il fodero è munito nella parte inferiore di una cresta lunga, dalla parte del taglio della lama, 8–10 cm e dalla parte opposta 4–5 cm. Le fascette, gli anelli e la cresta sono di ferro o di acciaio nichelato come il fodero. La sciabola deve essere di
lunghezza proporzionata alla statura dell'Ufficiale (da 100 a 115 cm).
Gli Ufficiali che han prestato per 5 anni servizio nel Rgt Corazzieri e son poi stati destinati ad altro reparto dell'Armasono autorizzati ad usare per sempre la specifica sciabola (v.)

### Marescialli dei Carabinieri (a piedi)
È a lama ricurva con l'impugnatura in ebano zigrinato, avente guarnitura ricurva formata da una cappetta e da una guardia in acciaio divisa in due branche pressoché simmetriche.
Il fodero, di acciaio, è munito di due fascette con campanelle collocate l'una a 7 e l'altro a 15 cm dalla bocchetta. Le parti metalliche dell'impugnatura (cappetta e guardia) e il fodero sono nichelati.

### Marescialli dei Carabinieri (a cavallo)
È lunga, con l'impugnatura in noce, fodero nichelato con due campanelle, con passante che va infilato nella cintura dei pantaloni.

### Brigadieri, Appuntati e Carabinieri
È lunga, con l'impugnatura in noce, munita di fodero nichelato con una campanella, con passante che va infilato nella cintura dei pantaloni.

### Carabinieri del Reggimento Corazzieri

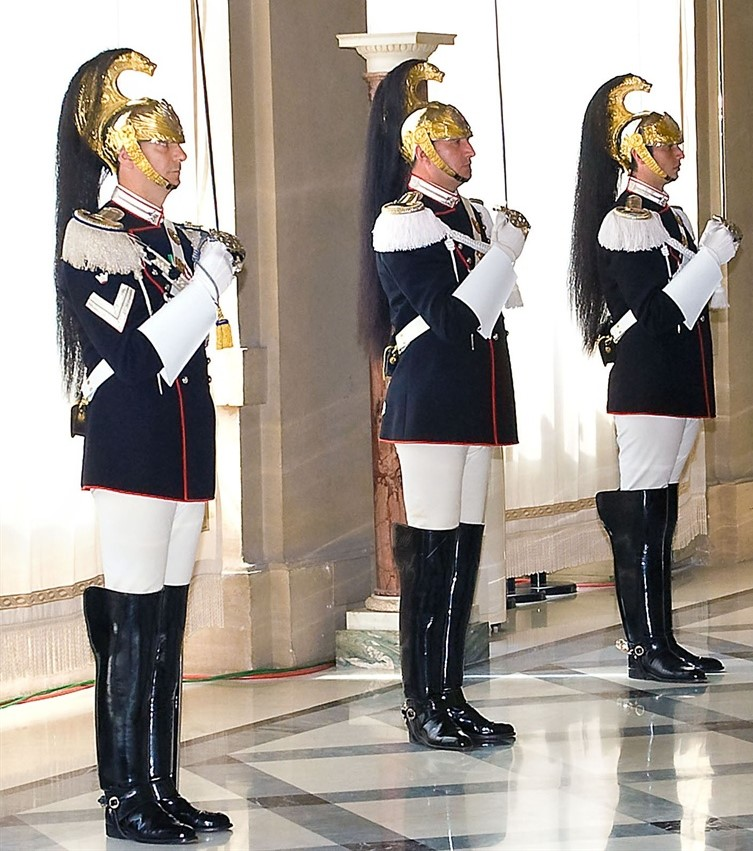
Picchetto dei Corazzieri

Ha la lama dritta. L'impugnatura è di ebano liscio divisa in settori mediante spire di filo metallico argentato ritorto ed è rivestita esternamente da una cappetta di metallo nichelato. La guardia, pure in metallo nichelato, è decorata a volute di fogliame e reca, nella parte anteriore, un trofeo d'armi, nella parte inferiore un incavo per il dito pollice; la guardia della sciabola da Ufficiale è più ampia di quella del restante personale.
Il fodero, leggermente curvo, è di metallo nichelato e ha un'apertura di 36 mm circa con una molla doppia per tener ferma la lama; è munito esternamente di due fascette con codetta, collocate l'una a circa 70 mm e l'altra a circa 200 mm dalla estremità superiore, a ciascuna delle quali è attaccato un anello scorrevole del diametro di 22 mm circa (campanella). Il fodero è munito nella parte inferiore di una cresta lunga, dalla parte del taglio della lama, 80–100 mm e dalla parte opposta 40–50 mm. Le fascette, gli anelli e la cresta sono di metallo nichelato come il fodero. La lunghezza totale della sciabola è per tutti di 1.200 mm.
Gli Ufficiali che cessano di appartenere al Reggimento Corazzieri, dopo aver prestato servizio per cinque anni, sono autorizzati a continuare ad usare la sciabola da Ufficiale dei Corazzieri.

### Ufficiali della Marina Militare
Viene portata anche dagli Aspiranti della Marina Militare.
presenta un pomolo a forma di testa di leone, la guardia di metallo dorato con ancora incrociata, munita di lembo mobile, bottone di forma cilindrica, piatto e zigrinato; calotta a testa di leone con occhi in cristallo rosso, impugnatura di materiale plastico rigido di color bianco tipo pelle di squalo, dorso dell'impugnatura di metallo dorato, lama dritta con lungo tallone, sgusciata sui lati, ornata come già detto; fodero in fibra/materiale plastico nero verniciato o rivestito di pelle nera, con tre fornimenti in metallo lavorato e dorato (cappa fascetta e puntale).
La lunghezza deve essere tale da giungere con la parte superiore dell'impugnatura, quando riposta nel fodero e poggiata a terra, a circa 15 cm al di sotto della vita.
La sciabola è accessorio costitutivo delle uniformi S.A.I.1, S.A.I.3, G.U.I e G.U.E.

### Marescialli della Marina Militare
La sciabola è accessorio costitutivo, per il 1º Maresciallo Luogotenente, 1º Maresciallo e per i Capi di 1a, 2a
e 3ª classe, delle uniformi S.A.I. 1-3, S.A.E. 1-3, G.U.I., G.U.E.
La guardia, il dorso dell'impugnatura, le guarnizioni e il puntale del fodero sono di metallo dorato e completamente lisci; il fodero è di materiale plastico nero verniciato; la parte interna dell'impugnatura è in plastica nera lucida. La lunghezza deve essere tale da giungere con la parte superiore dell'impugnatura, quando riposta nel fodero e poggiata a terra, a circa 15 cm al disotto della vita.

### Ufficiali dell'Aeronautica Militare
Elsa: la guardia è costituita da un'ala curvata e terminante in un pomolo a testa d'aquila: il tutto è dorato e sormontato da un bottone semisferico per fissare la lama. La parte interna dell'impugnatura è liscia e assicurata con vari passi di filo di metallo dorato; per gli Ufficiali Generali detta impugnatura è in avorio, per gli Ufficiali Superiori e Inferiori è in osso nero.
Lama: di acciaio, diritta e arabescata.
Fodero: in pelle nera, ha tre guarnizioni in metallo dorato arabescato a sbalzo in stile con i motivi dell'Aeronautica Militare (aquile): la prima, all'estremità superiore, è provvista di piolo e prima campanella; la seconda, al terzo superiore, è provvista di campanella; la terza, all'estremità inferiore, termina nel puntale arrotondato.
Pendagli: sono formati da due strisce di tessuto grigio azzurro di 2 mm unite a due strisce in filo d'oro di 5 mm e una centrale grigio azzurra di 4 mm. Vanno assicurati con due moschettoni alle campanelle del fodero. Vanno agganciati alla cintura dei pantaloni e devono uscire dal lato sinistro sotto la giacca, oppure da apposita apertura praticata sotto la patta della tasca sinistra del soprabito impermeabile.
Dragona: è composta da un cordone a doppino, riunito a due terzi da un nodo da frate e portante una nappa nella parte terminale. La nappa ha un'anima rigida e si compone del gambo e della nappa vera e propria; all'estremità superiore del gambo sono fissati i due capi del cordone. La nappa, a forma ovoidale, è ricoperta da frange fisse di canutiglia dorata. Il cordone è completamente intessuto d'oro: di 8 mm per gli Ufficiali Generali, di 6 mm per gli Ufficiali Superiori. In cordone intessuto d'oro con intreccio di fili di seta azzurra di 6 mm, per gli Ufficiali Inferiori. Viene applicata alla guardia della sciabola con un semplice nodo scorsoio

### Marescialli dell'Aeronautica Militare
Elsa: piena, liscia, dorata, con impugnatura in ebano.
Lama: di acciaio, diritta.
Fodero: di colore nero, ha tre guarnizioni in metallo dorato: la prima, all'estremità superiore, è provvista di piolo e prima campanella; la seconda, al terzo superiore, è provvista di campanella; la terza, all'estremità inferiore, termina nel puntale.
in Aeronautica Militare (come nella Marina), la sciabola dei sottufficiali si distingue per assenza di decorazioni.
Pendagli: sono formati da due strisce di tessuto grigio azzurro di 2 mm unite a due strisce di 5 mm in filo d'oro con striature oblique di colore grigio azzurro e una striscia centrale grigio azzurra di 4 mm.
Vanno assicurati con due moschettoni alle campanelle del fodero. Agganciati alla cintura dei pantaloni, devono uscire dal lato sinistro sotto la giacca, oppure da apposita apertura praticata sotto la patta della tasca sinistra del soprabito impermeabile.
Dragona: In cordone azzurro del diametro di 6 mm, con tre filettature d'oro poste in senso longitudinale. Viene applicata alla guardia della sciabola con un semplice nodo scorsoio

### Accessori
Accessori della sciabola d'ordinanza italiana moderna sono 
- la dragona per impedire la caduta accidentale dell'arma qualora sfuggisse la presa, ad esempio durante evoluzioni equestri
- il pendaglio (o meglio i pendagli), per portarla al fianco agganciamdone le due estremotà inferiori ai due anelli (campanelle) del fodero e quella superiore ad un apposito passante della cintura o del cinturone, a seconda del tipo di uniforme indossata. Una catenella terminante in un gancio piatto consente di tener il fodero inclinato quanto basta a distanziare da terra l'estremità crestata
- la custodia, un fodero tessile per lo più in panno verde, sagomato secondo le misure dell'arma in tutta la sua lunghezza, da bottone dell'impugnatura alla punta del fodero metallico. Una culisse in cordoncino all'estremità superiore consente di serrarla al di sopra della guardia

Anche dragona e pendaglio sono distinte, per ufficiali generali, ufficiali superiori, ufficiali subalterni e sottufficiali, in base a colori e particolari che variano a seconda della forza armata. Nell'Esercito Italiano, per esempio, il pendaglio per sottufficiali è azzurro con una striscia dorata al centro, a richiamare a colori invertiti il nastro del berretto rigido, mentre quello per ufficiali è color oro e quello per generali color argento; al pendaglio vengono poi applicati tanti passanti quanti quelli sul soggolo del berretto rigido, a richiamo del grado.

## Costruzione
La sciabola ha:
- Lama monofilare ricurva, affilata sul lato convesso. L'angolo di curvatura è sempre inferiore a quello della scimitarra e manca il contro-taglio in prossimità della punta;
- Impugnatura a una mano priva di pomolo, con guardia a bracci mai molto pronunciati, sviluppanti un para-mano o tramite coccia, integra o traforata, o tramite archetto;
- A partire dal XIX secolo, il fodero interamente in metallo è assicurato ad una bandoliera da portarsi trasversalmente al petto.

## Tipi di sciabole
- Karabela - variante più corta della Szabla;
- Katana - sciabola giapponese da fante;
- Leppa - corta sciabola (50–60 cm) della Sardegna con impugnatura in corno o in legno rivestito di lamine di ottone; faceva parte dell'abito sardo e veniva portata infilandola entro la cintura.
- Palà - pesante sciabola persiana;
- Pałasz - pesante sciabola a lama diritta diffusa nell'Europa Orientale, poi sostituita dalla šaška;
- Sciabola d'abbordaggio;
- Šaška - pesante sciabola caucasica con lama solo leggermente curva;
- Szabla - sciabola ungaro-polacco a lama lunga (85 cm) e larga che funse da archetipo per lo sviluppo delle sciabole europee a lama ricurva;
- Tachi - sciabola giapponese;
- Wakizashi - corta sciabola giapponese da fante.